# Sansevieria francisii
Sansevieria francisii är en sparrisväxtart som beskrevs av Chahin. Sansevieria francisii ingår i släktet bajonettliljor, och familjen sparrisväxter. Inga underarter finns listade i Catalogue of Life.

## Bildgalleri

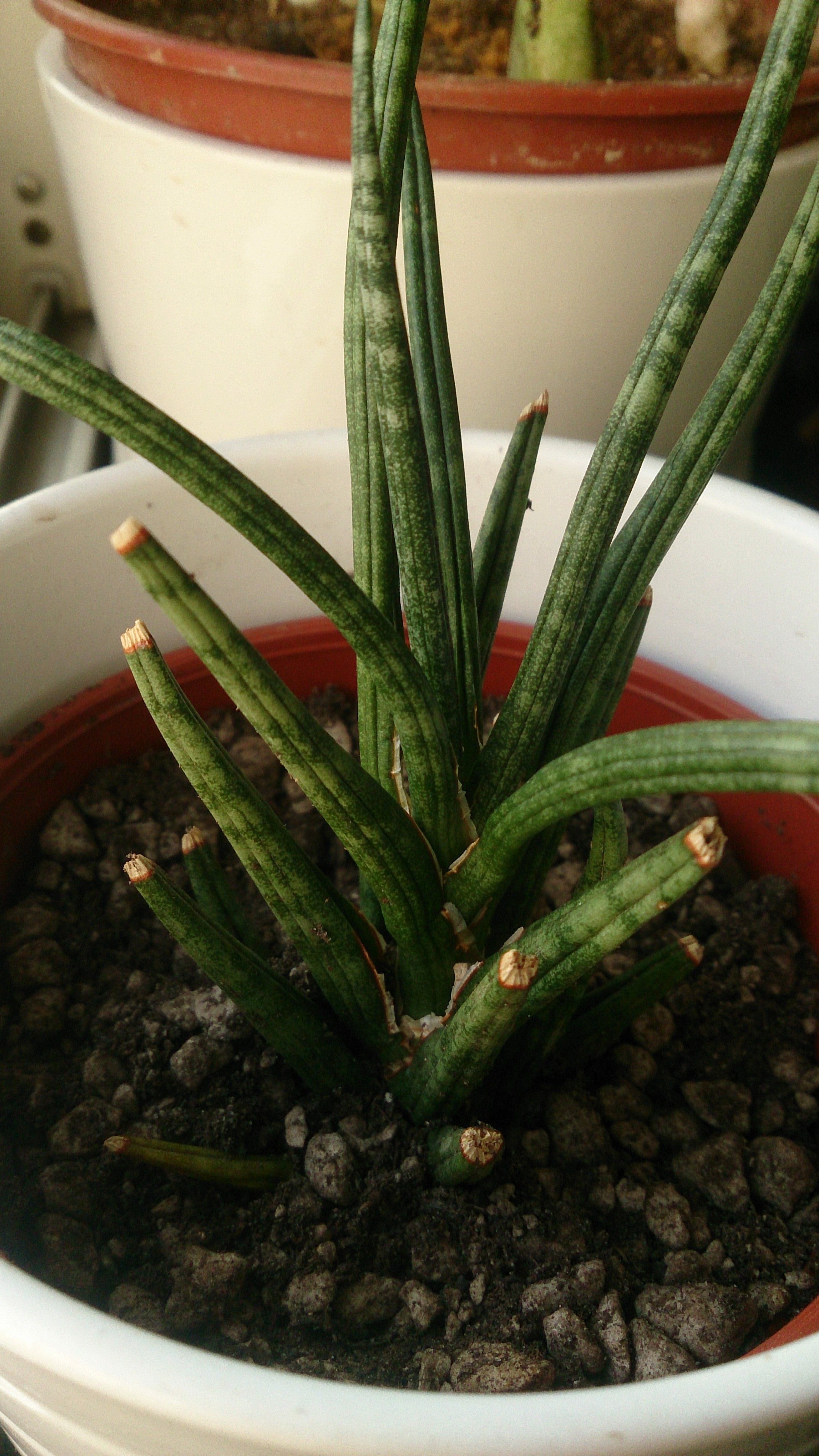